# Jan Woś
Jan Woś (ur. 17 lutego 1974 w Pacanowie) – polski piłkarz, występujący na pozycji pomocnika w Odrze Wodzisław Śląski, Ruchu Chorzów, Dyskobolii Grodzisk Wielkopolski i Skrze Częstochowa. Po zakończeniu kariery trener Skry Częstochowa, Unii Racibórz i Ruchu Chorzów.

## Kariera piłkarska
Wychowanek Czantorii Nierodzim, w 1989 przeszedł do grającej wówczas na zapleczu ekstraklasy Odry Wodzisław Śląski. Po awansie Odry do Ekstraklasy w 1996 zdobył z nią trzecie miejsce mistrzostw Polski (1996/1997). W Odrze grał do 2000. Następnie pozyskał go Ruch Chorzów. Grał tam przez dwa i pół roku. W barwach Ruchu zagrał 48 meczów i strzelił 14 goli. Później przeszedł do Dyskobolii Grodzisk Wielkopolski. W ciągu roku zagrał tam tylko 12 meczów. W 2004 powrócił do wodzisławskiej Odry, gdzie grał do 2010, rozgrywając kolejne 163 spotkania i strzelając 11 bramek. Dzięki długiej grze i stabilnej formie w wodzisławskim klubie, Jan Woś zaliczany jest do grona legendarnych zawodników Odry. 
Prawie rok po spadku Odry z Ekstraklasy, 9 kwietnia 2011 podpisał półroczny kontrakt z drużyną Skry Częstochowa. 13 maja 2012 oficjalnie zakończył karierę podczas pożegnalnego meczu w Częstochowie.

## Kariera trenerska
Do końca sezonu 2013/2014 był pierwszym trenerem Skry, podał się do dymisji z powodu niewywalczenia awasu do II ligi.
W lipcu 2014 został trenerem Unii Racibórz. W maju 2015 objął posadę szkoleniowca Pniówka Pawłowice. W czerwcu 2018 rozpoczął współpracę z Jarosławem Skrobaczem jako jego asystent. Początkowo dołączył do sztabu trenerskiego GKS Jastrzębie, później w Miedzi Legnica, w czerwcu 2021 został asystentem trenera Skrobacza w Ruchu Chorzów. 6 listopada 2023 zastąpił Skrobacza na stanowisku trenera Ruchu Chorzów. Podpisał kontrakt do końca sezonu 2023/2024, z opcją przedłużenia o rok, ale już 29 grudnia 2023 umowa z nim została rozwiązana za porozumieniem stron.